# Cher menteur
Cher menteur (Dear Liar, A Comedy of Letters) est une pièce de théâtre en 2 actes du dramaturge et acteur américain Jerome Kilty (en) (1922-2012). 
La pièce, reposant sur la correspondance du célèbre dramaturge irlandais George Bernard Shaw et de l’actrice anglaise Mrs Patrick Campbell, a connu un succès international.
Jouée pour la première fois en 1957 à Chicago avec Cavada Humphrey et Jerome Kilty (ainsi qu’à Londres en 1960), puis reprise avec d’autres acteurs à Berlin en 1959, à New York, à Stockholm, à Rome, à Paris en 1960 et à la télévision américaine en 1961 avec Laurence Olivier.

## De la genèse à la création de la pièce[1]
Mrs Patrick Campbell (1865-1940), née Béatrice Stella Tanner, était une célèbre actrice anglaise, d’une beauté exceptionnelle, au regard de feu. Ayant adopté le patronyme de son époux, elle devint veuve en 1900, à 35 ans, avec deux enfants à charge. George Bernard Shaw (1856-1950) était un critique anticonformiste et grand dramaturge adulé par le tout Londres. Pour son talent et sa renommée, il obtint le prix Nobel de littérature en 1925.
Ce qui fit le lien entre eux, ce fut une correspondance amoureuse qu’ils échangèrent (avec quelques interruptions) durant quarante années de 1899 à 1939. Cette correspondance, peut être unique dans l’histoire littéraire, reposait sur une complicité, une amitié forte, tout en restant tout à fait platonique. Lorsqu’ils commencèrent à correspondre, les deux épistoliers étaient au faîte de leur gloire : Elle, très occupée à jouer des deux côtés de l’Atlantique et Lui, enchaînant les pièces à succès. Shaw tenta de la convaincre d’accepter le rôle principal dans sa dernière pièce écrite pour elle : Pygmalion. Elle cabotina, fit mine de se dérober avant de finir par accepter. L'actrice et l'auteur se chamaillèrent beaucoup pendant les répétitions. En 1914, Mrs Patrick Campbell créa le personnage d'Eliza Doolittle, la petite marchande de fleurs, et connut un succès considérable dans ce rôle avec son bel accent faubourien dit cockney.
La pièce est un mélange d’admiration et même de fascination réciproque savamment dosé d’humour british, féroce et jubilatoire, mais derrière cette légèreté trompeuse se cache quelque chose de plus lourd. La réflexion sur l’époque et le milieu artistique dans lequel ces deux-là naviguèrent à vue, entre revers et triomphes. La douleur d’une mère qui perdit son fils à la guerre en 1917. La solitude d’une actrice que le métier délaissa peu à peu pour finir par complètement l’oublier. En quarante ans d’écrits, le lien que cette femme et cet homme avaient tissé, se relâcha bien évidemment rongé par la vieillesse. C’est tout le tragique de cette vie fabuleuse sur le déclin qui fait la richesse de la fin de la pièce. À court d’argent, elle pensa vendre leur correspondance mais, dans un bel élan d’égoïsme, il s’y opposa au motif que son image risquait d’en être ternie.
Elle partit en 1935 à Hollywood où personne ne l’attendait. La correspondance de ces dernières années laisse deviner la triste vérité, la recherche des petits rôles, les leçons d’art dramatique données dans des conditions pitoyables, l’amertume aussi de ne plus jouer dans les dernières pièces de Shaw : « Je me fane, mes cheveux grisonnent et la presse de ce pays me rend folle » écrit-elle peu avant la grande chute.
De retour en 1938 à Paris, se retrouvant dans un sale pétrin physiquement et financièrement, elle lui lance un appel au secours qu’il repoussa en arguant qu’il n’avait pas les moyens de l’aider et en lui demandant de se poser la question suivante : « Pourquoi, bien que je fusse une merveilleuse actrice, aucun directeur ne m’engagea jamais deux fois de suite ». « Oh, menteur, cher menteur », c’est avec cette élégance qui la caractérisait tant, qu’elle lui répond en précisant qu’elle logeait dans une petite chambre donnant sur les jardins des Tuileries et qu’elle avait fourré toutes les lettres dans un carton à chapeaux : « Vous voilà donc enfin à votre place, Clown, sous mon lit ». Tout l'intérêt de la pièce tient surtout à une donnée paradoxale : ces deux êtres qui s'écrivirent si longtemps semblent ne pas s'être aimés, pas vraiment. Ils se mentent sans se mentir.
Pour finir, dans sa dernière lettre du 28 juin 1939 (elle a 74 ans), elle lui annonce qu’elle allait « partir pour les Pyrénées, dans un petit hôtel modeste, mais dans un site admirable » tandis qu’il lui répond pour la dernière fois, de Londres le 21 août 1939 (il a 81 ans), qu’il vient de renoncer à mettre en scène sa dernière pièce parce qu’il se sent trop vieux tandis « qu’Hitler alignait ses fusils devant la ligne Maginot et la deuxième guerre mondiale allait bientôt fondre sur les hommes ». Quelques mois plus tard, le 9 avril 1940, la flamme de l’ex-grande star s’éteignit, à Pau dans le sud de la France, où Campbell fut enterrée. Miss Claudius, une proche amie anglaise de la défunte, parvint à ramener le carton à chapeaux contenant toutes les lettres en Angleterre, cinq jours avant l’entrée des Allemands à Paris. En 1943, Kilty fit la connaissance de Miss Claudius à Londres et c’est ainsi que lui vint l’idée de cette pièce de théâtre. En 1952, la correspondance fut publiée aux États-Unis après la mort de l'auteur dramatique et c’est ainsi que Kilty put entreprendre de mettre en forme de dialogue dramatique les centaines de pages des lettres. Un genre dramatique nouveau était né : le théâtre épistolaire.

## La création de la pièce en 1960 à Paris
À Paris, la pièce a été présentée pour la première fois, le 4 octobre 1960, dans une mise en scène de Jerome Kilty, au Théâtre de l'Athénée avec Pierre Brasseur dans le rôle de George Bernard Shaw et Maria Casarès dans celui de Mrs Patrick Campbell. C’est Jean Cocteau qui se chargea d’écrire la version française : « Si j’accepte la besogne délicate de sauter le mur des langues et de transporter dans la nôtre celle de Bernard Shaw et de Mme Campbell, c’est que le mécanisme de Jérome Kilty me passionnait davantage qu’un humour féroce lequel, parfois, m’échappe. À vrai dire voilà une pièce abstraite et réaliste. Elle brave l’espace et le temps. On en arrive à oublier que les protagonistes furent célèbres et la marche de l’intrigue amoureuse l’emporte même sur l’intérêt historique de l’entreprise. »
Le premier acte couvre la période allant de 1899 à 1914 (2e mariage de Campbell) et le deuxième acte allant du début de la guerre de 1914 à celui de la guerre de 1939.

## Mise en scène de la pièce en 1960
- Création le 4 octobre 1960 : Théâtre de l'Athénée (Paris)
- Nom original de la pièce d'après les lettres de George Bernard Shaw et Mrs Patrick Campbell : Dear Liar
- Comédie de Jerome Kilty
- Texte français : Jean Cocteau
- Mise en scène : Jerome Kilty
- Costumes : Madeleine Castaingts
- Décors : Gres
- Production : Théâtre de l'Athénée (Paris)

Distribution
- Mrs Patrick Campbell : Maria Casarès
- George Bernard Shaw : Pierre Brasseur

Reprise en 1974 : mise en scène de Jerome Kilty, théâtre du Gymnase (Paris) avec Paul Meurisse et Nicole Courcel

## La reprise de 1980
Lors de « La Nuit des Césars 1980 », que présida Jean Marais, ce dernier recevant les félicitations pour l’ensemble de sa carrière déclara : « Je me fiche de la postérité dit-il ; ma postérité, c’est Jean Cocteau ». Et donc cette même année, Marais reprit, tout naturellement, la pièce Cher menteur dont Jean Cocteau, avec son esprit et sa finesse, avait réalisé la version française des amours épistolaires de George Bernard Shaw avec Mrs Patrick Campbell. Pour l’occasion fut reconstitué le couple mythique de L'Aigle à deux têtes : la toujours élégante et distinguée Edwige Feuillère et Jean Marais. Leur complicité s’était nouée au fil des ans jusqu’à se transformer en une profonde amitié. Le public parisien, le jour de la première le 26 septembre 1980, au théâtre de l’Athénée, leur fit une ovation avant même qu’ils ne prononcent un mot. Le couple Feuillère-Marais conserva, par-delà les années, ce charme indéfinissable qui dépasse le talent et touche au style. Marais et Feuillère avaient du style, et rien, ni l’âge qui avance, ni le temps qui fait mine de passer, ni le poids croissant des souvenirs, ne put gommer cette prestance admirable qui les fit rayonner sur les planches, comme deux astres jumeaux.
À l’Athénée, devenu propriété de Pierre Bergé, c’est Yves Saint Laurent qui réalisa les costumes et les décors : « Il y avait l’Athénée, Jouvet, Bérard. Mes premiers coups de cœurs. […] Il y avait tous les frémissements de mon adolescence attardée devant ces rêves inoubliables. Il me fallait renaître. Me placer dans la réalité. […] Voilà pourquoi j’ai choisi sans un instant d’hésitation de décorer et d’habiller Cher menteur. J’ai vu Edwige Feuillère. J’ai vu Jean Marais. […] Mon travail a été de les servir : d’essayer de capter l’émotivité de leurs mouvements et de leur cœur, délié des sortilèges si beaux soient-ils de ce monde passé. D’en faire ce qu’ils sont : une actrice et un acteur d’aujourd’hui. Il me fallait balayer les ombres et c’est avec beaucoup d’émotions que je l’ai fait. Sans doute, les grands noms qui ont guidé ce théâtre et l’ombre chinoise de cet académicien lutin seront là, quelque part, pour leur dire leur tendresse. Puissé-je ne pas les décevoir. Pour l’amour du théâtre. »  

## Mise en scène de la pièce en 1980
- Création le 25 septembre 1980 : Théâtre de l'Athénée (Paris)
- Comédie de Jerome Kilty
- Texte français : Jean Cocteau
- Mise en scène : Jerome Kilty
- Costumes et Décors : Yves Saint Laurent
- Production : Théâtre de l'Athénée (Paris)

Distribution
- Mrs Patrick Campbell : Edwige Feuillère
- George Bernard Shaw : Jean Marais

## Autres reprises
- 1976 : Cher menteur de Jerome Kilty, mise en scène de l'auteur avec Paul Meurisse  et Nicole Courcel Théâtre du Gymnase (Paris)
- 1981 : Cher menteur de Jerome Kilty, mise en scène de l'auteur avec Micheline Presle , tournée Herbert-Karsenty
- 2006 : Cher menteur de Jerome Kilty, mise en scène Anne Bourgeois avec Patrick Préjean et Léna Grinda, Théâtre du Ranelagh (Paris)
- 2012 : Cher menteur de Jerome Kilty, mise en scène Régis Santon, avec Marcel Maréchal et Francine Bergé, Théâtre La Bruyère (Paris)

2 enregistrements publics ont été réalisés : 
- 1982 : Cher menteur, texte de Jerome Kilty, version française de Jean Cocteau, réalisation (TV) d’Alexandre Tarta avec Jean Marais et Edwige Feuillère, le 22 février 1982 au Théâtre de L’Athénée (durée 105 min)
- 1997 : Cher menteur, texte de Jerome Kilty, version française de Jean Cocteau, réalisation scénique de Georges Wilson, réalisation (TV) de Didier Fantan avec Jean Desailly et Simone Valère, le 9 septembre 1997 au Théâtre de la Madeleine (durée 1 h 48 min)